# Zambia i olympiska sommarspelen 1980
Zambia deltog i de olympiska sommarspelen 1980 med en trupp bestående av 37 deltagare, samtliga män, vilka deltog i 25 tävlingar i fyra sporter. Ingen av landets deltagare erövrade någon medalj.

## Boxning
Bantamvikt
- Lucky Mutale
  1. Första omgången — Besegrade Moussa Sangare (Mali) på poäng (5-0)
  2. Andra omgången — Förlorade mot Dumitru Cipere (Rumänien) på poäng (5-0)

Fjädervikt
- Winfred Kabunda
  1. Första omgången — Bye
  2. Andra omgången — Besegrade Takto Youtiya Homrasmy (Laos) efter att domaren stoppade matchen i första omgången
  3. Tredje omgången — Besegrade Barri McGuigan (Irland) på poäng (4-1)
  4. Kvartsfinal — Förlorade mot Rudi Fink (Östtyskland) på poäng (1-4)

Lättvikt
- Blackson Siukoko
  1. Första omgången — Bye
  2. Andra omgången — Förlorade mot George Gilbody (Storbritannien) på poäng (1-4)

Lätt weltervikt
- Teddy Makofi
  1. Första omgången — Förlorade mot Dietmar Schwarz (Östtyskland) på poäng (0-5)

## Friidrott
Herrarnas 100 meter
- Charles Kachenjela
  - Heat — 11,03 (→ gick inte vidare)

Herrarnas 200 meter
- Alston Muziyo
  - Heat — 22,47 (→ gick inte vidare)

Herrarnas 800 meter
- Archfell Musango
  - Heat — 1:51,6 (→ gick inte vidare)

Herrarnas 1 500 meter
- Archfell Musango
  - Heat — 3:53,7 (→ gick inte vidare)

Herrarnas 10 000 meter
- Damiano Musonda
  - Heat — 29:53,6 (→ gick inte vidare)

Herrarnas maraton
- Buumba Halwand
  - Final — 2:36:51 (→ 43:e plats)

- Damiano Musonda
  - Final — 2:42:11 (→ 48:e plats)

- Patrick Chiwala
  - Final — fullföljde inteh (→ ingen placering)

Herrarnas 4 x 400 meter stafett
- Charles Lupiya, Alston Muziyo, Archfell Musango och Davison Lishebo
  - Heat — 3:14,9 (→ gick inte vidare)

Herrarnas 400 meter häck
- Davison Lishebo
  - Heat — 51,73 (→ gick inte vidare)

Herrarnas tresteg
- Bogger Mushanga
  - Kval — 14,79 m (→ gick inte vidare)

## Fotboll
Gruppspel
|               | Spelade | Vinster | Oavgjorda | Förluster | Gjorda mål | Insläppta mål | Poäng |
| ------------- | ------- | ------- | --------- | --------- | ---------- | ------------- | ----- |
| Sovjetunionen | 3       | 3       | 0         | 0         | 15         | 1             | 6     |
| Kuba          | 3       | 2       | 0         | 1         | 3          | 9             | 4     |
| Venezuela     | 3       | 1       | 0         | 2         | 3          | 7             | 2     |
| Zambia        | 3       | 0       | 0         | 3         | 2          | 6             | 0     |